# Municipio de Eastern (Nebraska)
El municipio de Eastern (en inglés: Eastern Township) es un municipio ubicado en el condado de Knox en el estado estadounidense de Nebraska. En el año 2010 tenía una población de 262 habitantes y una densidad poblacional de 2,85 personas por km².

## Geografía
El municipio de Eastern se encuentra ubicado en las coordenadas 42°44′36″N 97°32′45″O / 42.74333, -97.54583. Según la Oficina del Censo de los Estados Unidos, el municipio tiene una superficie total de 92.05 km², de la cual 92,05 km² corresponden a tierra firme y (0 %) 0 km² es agua.

## Demografía
Según el censo de 2010, había 262 personas residiendo en el municipio de Eastern. La densidad de población era de 2,85 hab./km². De los 262 habitantes, el municipio de Eastern estaba compuesto por el 97,33 % blancos, el 0,38 % eran afroamericanos, el 0,38 % eran amerindios y el 1,91 % eran de una mezcla de razas. Del total de la población el 1,15 % eran hispanos o latinos de cualquier raza.